# 常陸嶌朝次郎
常陸嶌 朝次郎（ひたちしま あさじろう、1897年3月11日 - 1946年1月24日）は、大阪府大阪市住吉区出身で出羽海部屋に所属した大相撲力士。本名は寺西 朝吉。173cm、98kg。最高位は東前頭5枚目。

## 来歴
1914年6月初土俵、1920年5月十両昇進。1922年1月に新入幕を果たす。1929年秋場所9日目、西前頭14枚目の東関善三郎戦にて撞木反りで勝利した。大相撲において現在までに撞木反りが出たのはこの一番のみであり、本場所・準場所・巡業・イベントを問わず、他に例はない。幕内を通算25場所務めたが、春秋園事件に加担し、1932年1月脱退（実質的最終場所は1931年10月）した。関西協会では天竜三郎の相談役として存在感を示した。その後は常盤野藤兵衛と運送業を起こした。
足取りを得意とし、横綱・西ノ海嘉治郎（3代目）から金星も2場所連続で獲得した。

## 成績
- 幕内25場所103勝128敗37休3分預
- 通算45場所173勝171敗48休6分預
- 金星2（西ノ海）
- 十両優勝1回（1921年5月）

### 場所別成績
| 1914年 （大正3年） | x                      | x                 | （前相撲）            | x                  |
| 1915年 （大正4年） | 東序ノ口25枚目 3–2     | x                 | 東序二段82枚目 4–1    | x                  |
| 1916年 （大正5年） | 東序二段31枚目 3–1 1預 | x                 | 西三段目77枚目 4–0    | x                  |
| 1917年 （大正6年） | 東三段目26枚目 3–2     | x                 | 西三段目11枚目 4–1    | x                  |
| 1918年 （大正7年） | 東幕下35枚目 1–4       | x                 | 東三段目3枚目 2–3     | x                  |
| 1919年 （大正8年） | 東三段目12枚目 4–1     | x                 | 東幕下34枚目 3–1 1預  | x                  |
| 1920年 （大正9年） | 西幕下14枚目 4–1       | x                 | 西十両12枚目 3–2      | x                  |
| 1921年 （大正10年） | 西十両5枚目 2–2 1預    | x                 | 東十両8枚目 優勝 6–1  | x                  |
| 1922年 （大正11年） | 東前頭12枚目 4–6       | x                 | 西前頭9枚目 4–6       | x                  |
| 1923年 （大正12年） | 東前頭9枚目 3–7        | x                 | 西前頭13枚目 4–4–3    | x                  |
| 1924年 （大正13年） | 西前頭10枚目 3–2–5     | x                 | 東前頭8枚目 6–3 2預   | x                  |
| 1925年 （大正14年） | 東前頭5枚目 5–6 ★      | x                 | 西前頭7枚目 2–8 1分 ★ | x                  |
| 1926年 （大正15年） | 西前頭11枚目 4–6–1     | x                 | 東前頭11枚目 4–7      | x                  |
| 1927年 （昭和2年） | 西前頭9枚目 2–9        | 西前頭9枚目 2–3–6 | 西十両筆頭 4–5        | 東前頭15枚目 1–2–8 |
| 1928年 （昭和3年） | 西十両2枚目 3–4        | 東十両筆頭 1–6    | 西十両4枚目 8–3       | 西十両4枚目 8–3    |
| 1929年 （昭和4年） | 東前頭15枚目 8–3       | 東前頭15枚目 6–5  | 東前頭10枚目 3–6–2    | 東前頭10枚目 5–6   |
| 1930年 （昭和5年） | 東前頭12枚目 6–5       | 東前頭12枚目 6–5  | 東前頭8枚目 5–6       | 東前頭8枚目 4–2–5  |
| 1931年 （昭和6年） | 西前頭8枚目 6–5        | 西前頭8枚目 3–8   | 東前頭13枚目 1–3–7    | 東前頭13枚目 6–5   |
| 1932年 （昭和7年） | 西前頭13枚目 –         | x                 | x                     | x                  |
| 各欄の数字は、「勝ち-負け-休場」を示す。 優勝 引退 休場 十両 幕下 三賞：敢=敢闘賞、殊=殊勲賞、技=技能賞 その他：★=金星 番付階級：幕内 - 十両 - 幕下 - 三段目 - 序二段 - 序ノ口 幕内序列：横綱 - 大関 - 関脇 - 小結 - 前頭（「#数字」は各位内の序列） |                        |                   |                       |                    |

- 1926年1月の1休は相手力士の休場によるもの｡

## 改名
なし